# سیارک ۱۱۲۵۵
سیارک ۱۱۲۵۵ (به انگلیسی: 11255 Fujiiekio، نامگذاری:1977DC4) یازده هزار و دویست و پنجاه و پنجمین سیارک کشف شده‌است که در ۱۸ فوریه ۱۹۷۷ کشف شد.
قدر مطلق سیارک برابر ۲۶.۹ است.